# Кубок Андорри з футболу 2010
Кубок Андорри з футболу 2010 — 18-й розіграш кубкового футбольного турніру в Андоррі. Переможцем вдруге стала Сан-Жулія.

## Календар
| Раунд        | Дата                    | Матчі | Клуби   |
| ------------ | ----------------------- | ----- | ------- |
| Перший раунд | 17 січня 2010           | 4     | 16 → 12 |
| Другий раунд | 24 січня 2010           | 4     | 12 → 8  |
| 1/4 фіналу   | 11/18 квітня 2010       | 8     | 8 → 4   |
| 1/2 фіналу   | 25 квітня/9 травня 2010 | 4     | 4 → 2   |
| Фінал        | 15 травня 2010          | 1     | 2 → 1   |

## Перший раунд
| Команда 1               | Рахунок | Команда 2                      |
| ----------------------- | ------- | ------------------------------ |
| 17 січня 2010           |         |                                |
| Женлай (2)              | 4:1     | Пенья Енкарнада (2)            |
| Лузітанос II (2)        | 2:1     | Ранжерс (2)                    |
| Атлетік (Ескальдес) (2) | 1:3     | Каса Естрелла дель Бенфіка (2) |
| Принсіпат II (2)        | 1:9     | Екстременья (2)                |

## Другий раунд
| Команда 1                      | Рахунок | Команда 2                   |
| ------------------------------ | ------- | --------------------------- |
| 24 січня 2010                  |         |                             |
| Женлай (2)                     | 1:2     | Енгордані                   |
| Лузітанос II (2)               | 0:4     | Лузітанос                   |
| Каса Естрелла дель Бенфіка (2) | 0:2     | Інтер (Ескальдес-Енгордань) |
| Екстременья (2)                | 2:1     | Енкамп                      |

## 1/4 фіналу
| Команда 1                   | Заг. | Команда 2      | 1-й матч | 2-й матч |
| --------------------------- | ---- | -------------- | -------- | -------- |
| 11/18 квітня 2010           |      |                |          |          |
| Ранжерс (2)                 | 0:13 | Сан-Жулія      | 0:5      | 0:8      |
| Лузітанос                   | 7:1  | Санта-Колома   | 6:0      | 1:1      |
| Інтер (Ескальдес-Енгордань) | 3:4  | Уніо Еспортива | 3:0      | 0:4      |
| Екстременья (2)             | 0:5  | Принсіпат      | 0:2      | 0:3      |

## 1/2 фіналу
| Команда 1               | Заг. | Команда 2 | 1-й матч | 2-й матч |
| ----------------------- | ---- | --------- | -------- | -------- |
| 25 квітня/9 травня 2010 |      |           |          |          |
| Сан-Жулія               | 3:0  | Лузітанос | 1:0      | 2:0      |
| Уніо Еспортива          | 5:4  | Принсіпат | 3:1      | 2:3      |

## Фінал
| 15 травня 2010 16:00 (UTC+2) |

| Сан-Жулія | 1:0      | Уніо Еспортива |
| --------- | -------- | -------------- |
| Гомес 82' | Протокол |                |

| Комуналь д'Айшовалль, Айшоваль |